# Eddie González
Eddie González es un guionista, director, productor audiovisual y docente ecuatoriano originario de Guayaquil. Ha trabajado como guionista y coautor de importantes programas de la televisión como Vivos, La novela del Cholito y La taxista. También es el coautor de la serie de la televisión ecuatoriana Tres familias y de su obra de teatro. A lo largo de su carrera, ha trabajado con las televisoras más importantes de Ecuador como Ecuavisa, Teleamazonas y RTS.
Las producciones que ha realizado han sido transmitidas alrededor de Latinoamérica y versionadas por cadenas televisivas de otros países como es el caso de Tres familias en su versión mexicana producida por TV Azteca.

## Producciones televisivas
| Año  | Trabajo                                 | Cargo en la producción              | Canal de Televisión |
| ---- | --------------------------------------- | ----------------------------------- | ------------------- |
| 1998 | Xibalux                                 | Asistente de producción             | Teleamazonas        |
| 1998 | La PPG                                  | Asistente de producción             | SíTV                |
| 1998 | Fantasías en la playa                   | Asistente de producción, Realizador | SíTV                |
| 1999 | Guayaquil caliente                      | Realizador                          | SíTV                |
| 2003 | Niño esperanza                          | Productor asociado                  | Ecuavisa            |
| 2003 | Gran Hermano (Ecuador)                  | Productor de casting                | Ecuavisa            |
| 2003 | Pozo Millonario                         | Jefe de piso                        | Ecuavisa            |
| 2004 | Vivos                                   | Realizador, Guionista               | Ecuavisa            |
| 2007 | La novela del Cholito                   | Realizador, Guionista               | Ecuavisa            |
| 2008 | Moti                                    | Guionista                           | Ecuavisa            |
| 2009 | La Panadería                            | Guionista                           | Ecuavisa            |
| 2010 | Lucho Libre                             | Coautor, Guionista                  | Ecuavisa            |
| 2010 | La taxista                              | Coautor, Guionista                  | Ecuavisa            |
| 2011 | La Tremebunda Corte (Segunda Temporada) | Guionista                           | Teleamazonas        |
| 2012 | El Combo Amarillo                       | Productor                           | Ecuavisa            |
| 2012 | La hora azul (Emelec)                   | Coautor, Guionista                  | Ecuavisa            |
| 2012 | Combate                                 | Director de contenido               | RTS                 |
| 2013 | La trucha novela                        | Autor                               | RTS                 |
| 2013 | ¡Así pasa!                              | Autor, Guionista                    | Ecuavisa            |
| 2014 | Tres familias                           | Autor, Guionista                    | Ecuavisa            |
| 2022 | Compañía 593                            | Creador, Guionista                  | Ecuavisa            |

### Documentales
| Año  | Trabajo                  | Cargo en la producción |
| ---- | ------------------------ | ---------------------- |
| 2011 | La Tribu Perdida en Loja | Productor              |
| 2011 | América Ladina           | Productor              |

## Premios

### Premios ITV
| Año  | Categoría                              | Programa              | Resultado |
| ---- | -------------------------------------- | --------------------- | --------- |
| 2008 | Novela con mayor rating de sintonía    | La novela del Cholito | Ganador   |
| 2016 | Mejor programa cómico                  | Tres familias         | Ganador   |
| 2017 | Mejor programa dramático               | Tres familias         | Nominado  |
| 2018 | Mejor programa dramático               | Tres familias         | Ganador   |
| 2018 | Mejor guion para seriado de televisión | Tres familias         | Ganador   |
| 2019 | Mejor programa dramático               | Tres familias         | Ganador   |
| 2019 | Mejor guion para seriado de televisión | Tres familias         | Ganador   |

### Premios FACSO
| Año  | Categoría                         | Programa      | Resultado |
| ---- | --------------------------------- | ------------- | --------- |
| 2018 | Mejor programa de entretenimiento | Tres familias | Ganador   |